# Biennale d'animation de Bratislava
Pour les articles homonymes, voir BAB.
La Biennale d'animation de Bratislava (BAB), sous-titre Festival international de films d'animation pour enfants, est une manifestation artistique internationale d'animation qui se tient en octobre, à Bratislava, en Slovaquie, durant les années paires (depuis 2006). Elle a été créée en 1991, et elle rassemble des créateurs et réalisateurs du monde entier, pour des films d'animation qui s'adressent à un jeune public. Elle est organisée par l'International House of Art for Children de Bratislava (Bibiana).
La grande majorité des films d'animation présentés sont des courts métrages.
La dernière édition s'est déroulée en octobre 2022.
Deux prix sont décernés à des personnalités ou réalisateurs : le Prix Klingsor, pour un seul lauréat, et pour l'ensemble d'une œuvre ; et depuis 1999, la médaille d'honneur Albín-Brunovský — du nom du graphiste et illustrateur slovaque (en) (1935-1997), cofondateur de la Biennale — qui honore plusieurs lauréats. 
Depuis 2003 est également attribué le Prix Viktor-Kubal, pour le meilleur film, ainsi que d'autres prix parallèles.
La BAB a été créée à la suite des éditions de la Biennale d'illustration de Bratislava (BIB), fondée en 1967, qui rassemble et prime des illustrateurs de littérature jeunesse du monde entier. 

## Historique
Le Prix Klingsor pour l'ensemble d'une œuvre, a été décerné en 1993 au Québécois Frédéric Back, et en 2008 au Français Michel Ocelot.

## Prix décernés

### Prix Klingsor

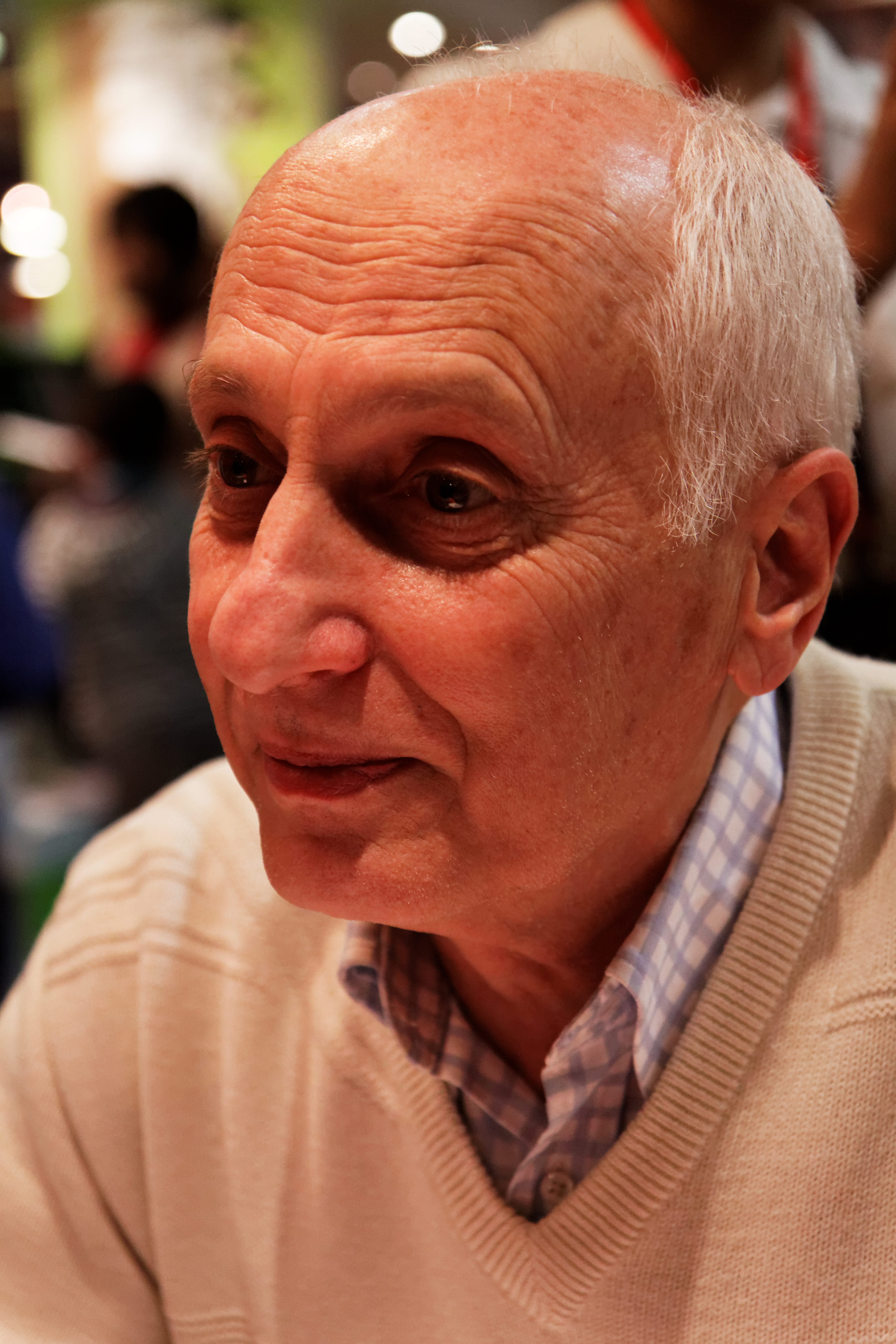
Michel Ocelot, lauréat français du Prix Klingsor 2008.

Liste exhaustive.
- 1991 :  Emanuele Luzzati
- 1993 :  Frédéric Back
- 1995 :  Faith Hubley
- 1997 :  Gene Deitch
- 1999 :  Co Hoedeman
- 2001 :  Giulio Gianini
- 2003 :  Břetislav Pojar
- 2006 :  Caroline Leaf
- 2008 :  Michel Ocelot
- 2010 :  Marcell Jankovics
- 2012 :  Garri Bardin
- 2014 :  Witold Giersz
- 2016 :  Jannik Hastrup
- 2018 :  Michael Dudok de Wit
- 2020 :  Konstantin Bronzit
- 2022 :  Koji Yamamura

### Médaille d'Honneur Albín Brunovský

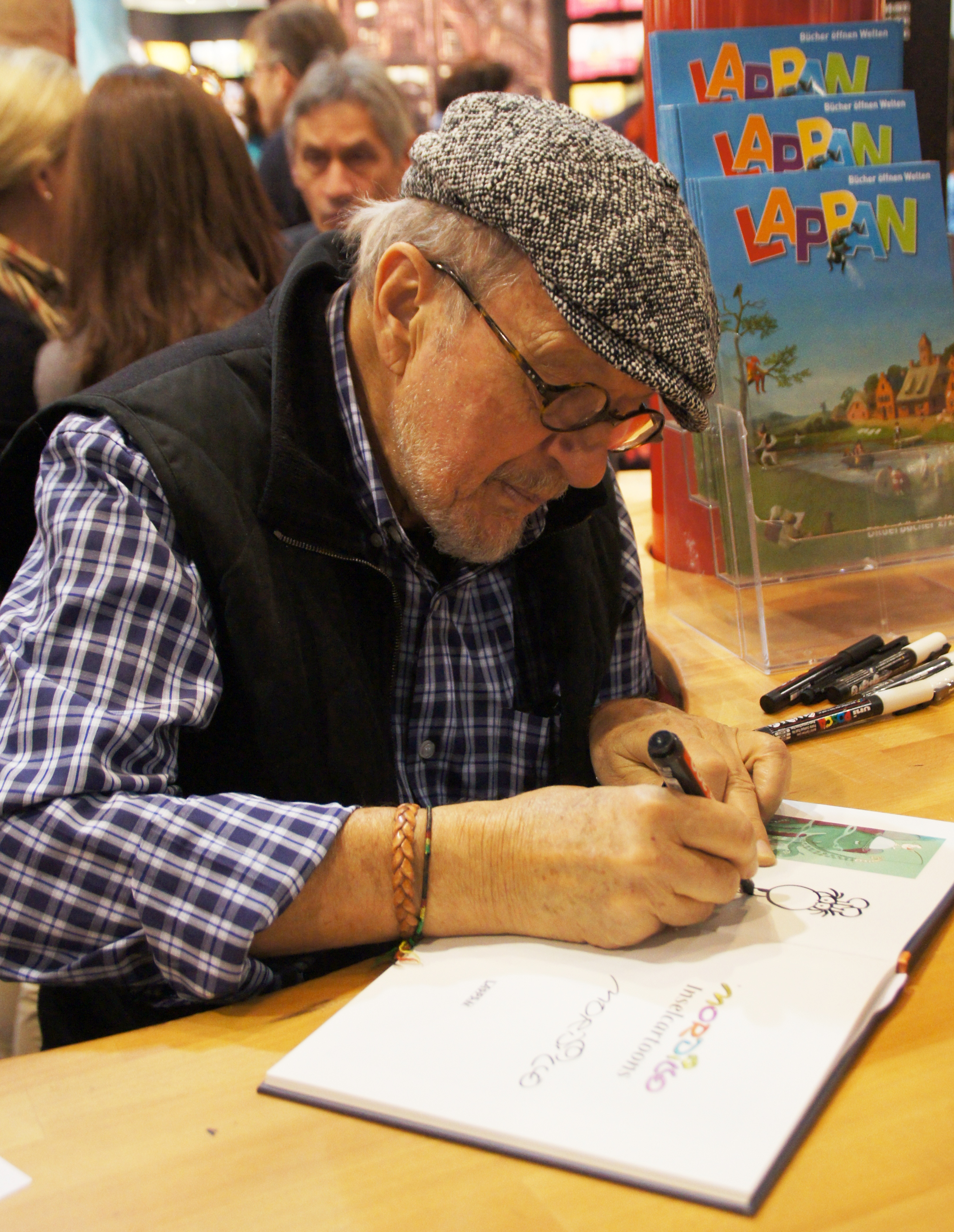
L'artiste argentin Guillermo Mordillo, un des lauréats 2010 de la Médaille d'Honneur Albín Brunovský.

La médaille d'honneur Albín-Brunovský est décernée depuis 1999 ; plusieurs médailles sont attribuées à chaque biennale. 
- 1999 :
  -  Anri Kulev
  -  Jean-François Laguionie
  -  Jan Švankmajer
  -  Břetislav Pojar (qui sera lauréat du Prix Klingsor en 2003)
  -  Andrej Chržanovskij
  -  Ondrej Slivka
- 2001 : 
  -  Jurij Norštejn
  -   Aleksandra Korejwo
  -  Georges Schwizgebel
  -  Per Åhlin
  -  Te Wei
- 2003 :
- 2006 :  Paul Driessen
- 2008 :  Koji Yamamura
- 2010 :  Guillermo Mordillo
- 2012 :  Nicole Salomon
- 2014 :
  -  Mária Horváth
  -  Vlasta Pospíšilová
- 2016 :  John Halas (à titre posthume)
- 2018 :
  -  Helena Slavíková-Rabarová
  -  Edgar Dutka
  -  Giannalberto Bendazzi
  -  Yuichi Ito
- 2020 :
  -  Katka Minichová (à titre posthume)
  -  Géza M. Tóth
- 2022 : 
  -  Hisko Hulsing
  -  Eva Gubčová

### Prix Viktor-Kubal
Le Prix Viktor-Kubal, pour le meilleur film, est attribué depuis 2003.
Le pays vainqueur est celui du pays de distribution du film, il ne correspond donc pas toujours à la nationalité des réalisateurs.
Liste exhaustive. Courts métrages :
- 2003 :  Liviusz Gyulai pour Sindbad, bon voyage !
- 2006 :  Natália Berezovaja pour A Ram and a Goat
- 2008 :  Uzi Geffenblad et Lotta Geffenblad pour Aston’s Stones
- 2010 :  Philip Hunt pour Lost and Found (d'après l'ouvrage jeunesse éponyme de Oliver Jeffers, traduit sous le titre Perdu ? Retrouvé !)
- 2012 :  Johaness Weiland et Uwe Heidschötter pour The Gruffalo’s Child
- 2014 :  Yulia Aronova pour My Mom is an Airplane
- 2016 :  Yulia Aronova pour One, two, tree
- 2018 :  Edmunds Jansons pour Pigtail and Mr. Sleeplessness
- 2020 :    Martin Smatana pour The Kite
- 2022 :  Urška Djukić, Émilie Pigeard pour Granny's Sexual Life